# یورگن کولر
یورگن کوهلر (زاده ۶ اکتبر ۱۹۶۵ در لامبسهایم) بازیکن فوتبال و مربی فوتبال آلمانی است. او بیش از ۲۰ سال فوتبال بازی کرد و علاوه بر بوندسلیگا در سری آ (لیگ ایتالیا) نیز ظاهر شد و افتخارات بسیاری من‌جمله قهرمانی هردوی آن لیگ‌ها را در کارنامه دارد. پس از پایان دورهٔ بازی‌گری او به مربی‌گری روی آورد و از ۳۱ مارس ۲۰۰۳ تا ۲۹ ژوئن ۲۰۰۴ مدیر ورزشی بایر لورکوزن بود.
او در ۱۷ دسامبر ۲۰۰۵ به عنوان مربی باشگاه دویسبورگ منصوب گشت.